# Max-André Dazergues

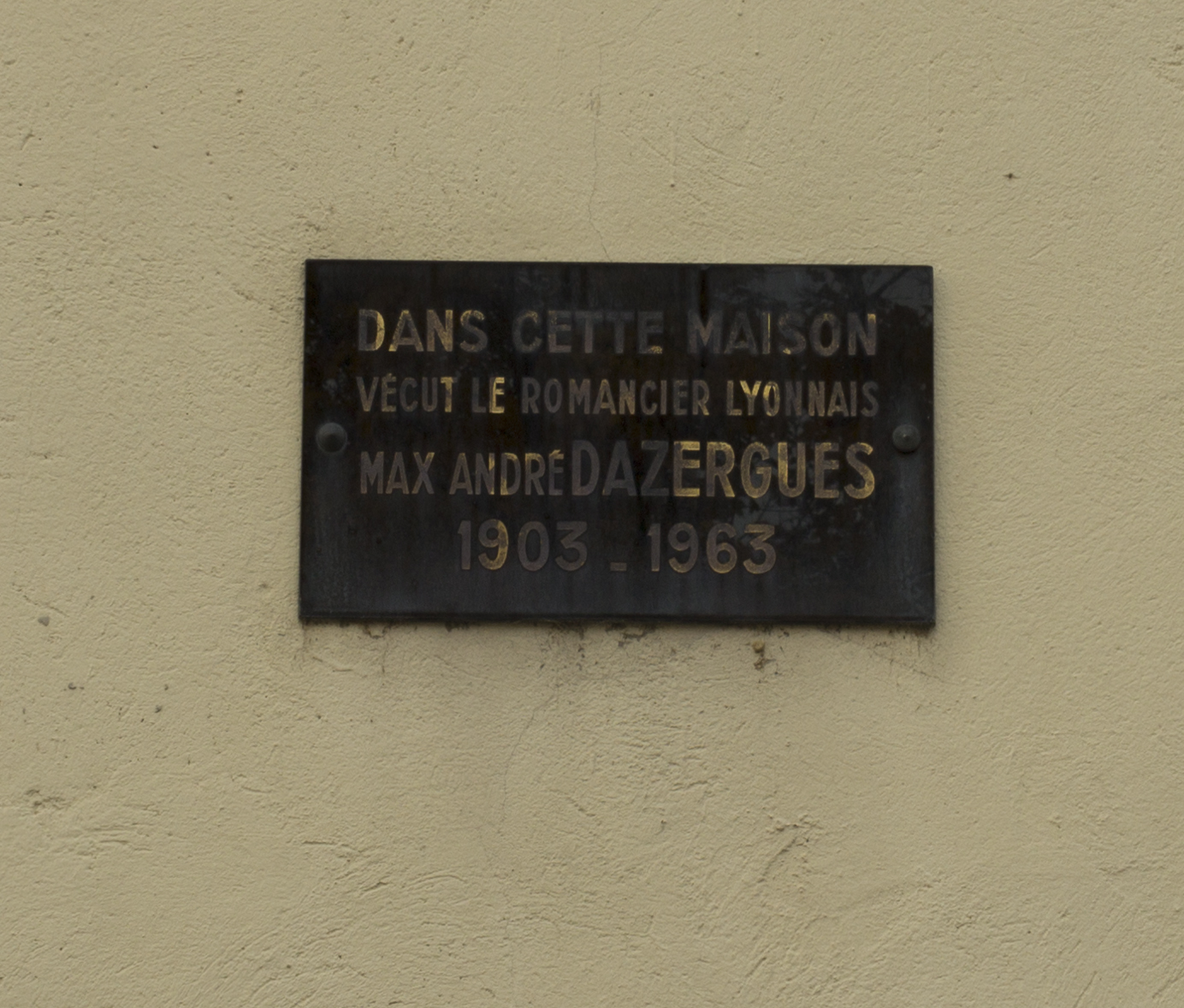
Plaque commémorative à Lyon.

André Compère, dit Max-André Dazergues, né le 12 juin 1903 à Lyon où il est mort le 4 novembre 1963, est un romancier français, auteur de romans pour la jeunesse, de romans de science-fiction et de romans policiers, notamment avec son personnage Le Bossu.

## Biographie
Il obtient le Grand Prix Littéraire de Lyon 1938 pour son roman Montée des Anges.
Il utilisait également les pseudonymes André Mad, Paul Madandre, André Madandre et André Star. On a longtemps soupçonné Max-André Dazergues d'être un pseudonyme de Georges Simenon. Près de cinq cents titres furent publiés sous ces divers noms entre 1928 et 1963.
Il fut avec Marcel E. Grancher et quelques autres à l'origine de la carrière d'écrivain de Frédéric Dard, qui leur rendit hommage dans son livre Le Cirque Grancher paru en 1947.

## Œuvre
- L'Île aérienne - Éditions DIDEROT Collection "Pour la jeunesse"
- La Croix de fumée - Éditions du Hublot
- La Danseuse au guépard - Éditions de Savoie
- L'Empereur du Tchad - Éditions du Chardon
- Angola - Éditions DIDEROT
- L’œuf de nacre - Éditions DIDEROT
- La Flèche de sang - Éditions DIDEROT
- L'Héritage du chercheur d'or - Collection Printemps no 69
- Sous le signe du caïman rose - Collection Printemps no 135
- Le Secret de l'Antiphanta - Collection Printemps no 144
- Un cri dans la jungle - Collection Printemps no 173
- L'Étoile de corail  - Collection Printemps no 186
- Le Secret des nains - collection Aventure
- Le Trésor du trappeur - Le livre de l'aventure, 1930
- Un drame au dancing - Police et Mystère no 21, 1932
- L'Héritière du clochard - Le petit roman no 402 , 1935
- La Déesse de jade - Collection Fama no 554, 1937
- Les 7 Pivoines - Collection Rex no 3, 1938
- La Fusée des glaces (1938)
- Montée des anges - Les Editions Lugdunum (1938)
- Feu l'assassin - Collection du Gendarme, 1944
- La Mort à la flûte, 1944
- Bateau citerne 83, 1944
- Le Serment des glycines - Collection Crinoline, 1944
- La Femme d'un seul amour - Collection Crinoline , 1944
- Le Mensonge des yeux bleus - Collection Crinoline no 4 , 1944
- Dans l'enfer de l'or, 1945
- Le Marteau d'ivoire , 1945
- Robinson des neiges - Collection Le Risque-Tout , 1945
- Les Extraordinaires Aventures de Batouk, le roi de la forêt vierge (18 titres en fascicules de 19 à 20 pages entre 4e trimestre 1945 et 3e trimestre 1946, éditions S.A.E.T.L.)
- Les Conquérants du sommeil - Collection Globe-Trotter no 1, 1947
- Le Mystère du château d'If, 1948
- Des ennuis avec Le Bossu - Collection Le Verrou no 26, 1951
- Le Bossu a peur des perruches - Collection Le verrou no 30, 1951
- Le Bossu n'est plus dans la course - Collection Le verrou no 38, 1952
- Le Bossu repart à zéro - Collection Le verrou no 51, 1952
- Le Bossu joue pair et impair - Collection Le verrou no 56, 1952
- Bianca Capello T1 Le Moine de Satan - André Martel, 1953
- Bianca Capello T2 Les Mystères de Florence - André Martel, 1953
- Le Bossu a perdu la boussole - Collection Le verrou no 60, 1953
- L’Antre des Dieux Mon roman d'aventures no 244, 1953
- Le Bossu est dans la Lune - Collection Le verrou no 66, 1953
- L'Affaire du Paris-Rome[2], Collection Mon roman policier, no 350, Ferenczi, 1954
- La Sphère engloutie Mon roman d'aventures no 288, 1954
- La Spirale du diable Mon roman d'aventures no 293, 1954
- La Pyramide de la mort Mon roman d'aventures no 299, 1954
- La Péniche sanglante - Collection Mon roman policier no 344, 1954
- Le Carnaval des épouvantes - Collection Frayeurs no 5 , 1954
- La Soucoupe de cire - Mon roman d'aventures no 343, 1955
- Le Solarium de la mort, - Mon roman d'aventures no 388
- Le Monastère des morts-vivants - Mon roman d'aventures no 400, 1956
- La Main du fantôme - Collection Mon roman policier no 415, 1956
- Le Chemin des idoles - Collection Les Carnets des Services Secrets no 54 , 1964

Sous le nom d'André Mad
- L'Île de Satan, 1930
- L'Homme d'avant minuit Collection Mon roman policier, 1946
- Tendre romance - Pour lire un soir-série Amour
- L'Iceberg de l'épouvante - Mon roman d'aventures no 260, 1953
- Rosette et son destin - Pour lire un soir-série Amour
- L'Éléphant vert -  Collection Aventure et Action